# Hurka (Trommel)
Hurka (Hindi हुड़का) auch hudka, hurki, ist eine zweifellige Sanduhrtrommel, die in der indischen Volksmusik in den Regionen Garhwal und Kumaon im nordindischen Bundesstaat Uttarakhand zur Begleitung von epischen Liedern, Tänzen und Besessenheitszeremonien (jagar) in geschlossenen Räumen zusammen mit dem Flachgong thali eingesetzt wird. Eine ähnliche Form und Funktion besitzt in Garhwal die daunr, deren Handhabung jedoch anders ist.
In Uttar Pradesh und bei der darüber hinaus in Zentralindien verstreuten Volksgruppe der Gonds heißt dieser Trommeltyp huruk (auch awaj). Für die Gonds ist sie ein wesentlicher Bestandteil der ländlichen Unterhaltungsmusik.

## Bauform
Hurka und huruk gehören zu den Sanduhrtrommeln, deren etwa gleich große Membrane aus einer ungegerbten Tierhaut bestehen, die über kreisrunde Ringe gezogen und dort festgebunden werden. Die Ringdurchmesser sind etwas größer als die Enddurchmesser des hölzernen Korpus. Die Haut wird auf die Membranringe aus Bambus gezogen und festgeklebt. Dann werden die aufgespannte Häute auf die Korpusöffnungen gelegt und gegeneinander mit einer umlaufenden, durch sechs Löcher in jedem Ring gezogenen Baumwollschnur oder einem Hautstreifen V-förmig verspannt. Die hurka von Garhwal hat einen etwa 38 Zentimeter langen, auf der Drechselbank hergestellten Holzkorpus, dessen Durchmesser an beiden Seiten typischerweise 17 Zentimeter beträgt. Die Membranen ragen bis zu 1,5 Zentimeter über den Korpusrand hinaus. In Garhwal werden sie aus der Haut eines Ziegenmagens ausgeschnitten, die bis zu vier Membranen ergibt.
Die Trommel wird mit einem Tragegurt (holan) aus einem 3 Zentimeter breiten Stoffstreifen gehalten, der aus einer kleinen, um die Mitte der Trommel gelegten Schlaufe und einer großen Schlaufe besteht. Mit der großen Schlaufe hängt sich der Musiker die Trommel von der linken Schulter, mit der linken Hand greift er um die Taille des Korpus und schlägt mit den Fingern der rechten Hand nur auf das obere Trommelfell. Die flexible Verschnürung wird mittig durch eine quer anliegende Trageschlaufe zusammengefasst. Streckt der Musiker nun die Trommel mit der linken Hand von sich, so spannt er das Schnursystem an und erhöht damit die Spannung der Membranen, wodurch er um mehrere Notenwerte höher klingende Schläge produzieren kann.

## Herkunft
Sanduhrtrommeln besitzen seit ihrer ersten Erwähnung in der altindischen Musiktheorie Gandharva-Veda, wie sie in dem um die Zeitenwende entstandenen Werk Natyashastra gesammelt wurde, eine religiöse Bedeutung, die sich bei vielen der heute gespielten Instrumente besonders in Südindien und in der tibetischen Musik erhalten hat. An buddhistischen Kultstätten (Stupas) finden sich ab dem 2. Jahrhundert v. Chr. Steinreliefs mit Abbildungen von Sanduhrtrommeln. Im Natyashastra werden die meist in den Händen von Göttern (devas) dargestellten Trommeln auf Sanskrit panava oder alingya genannt. Am bekanntesten ist der damaru, mit dem Shiva in Gestalt des Nataraja den kosmischen Tanz (tandava) aufführt.
Für den altindischen panava werden 24 Zentimeter Länge, 12 und 7,5 Zentimeter Durchmesser für die beiden Membrane und 6 Zentimeter Durchmesser für die taillierte Mitte des Korpus angegeben. Diese Sanduhrtrommel besaß gemäß den Abbildungen des 3. bis 7. Jahrhunderts eine Schnurverspannung zwischen den Trommelfellen, sodass vermutlich wie bei vielen heutigen Instrumenten, besonders der südindischen idakka, durch Zusammendrücken oder Ziehen der Verspannung die Tonhöhe während des Spiels verändert werden konnte. Der Musiktheoretiker Sharngadeva beschrieb in seinem Werk Sangita-Ratnakara im 13. Jahrhundert die größere Sanduhrtrommel hudukka, deren Länge 36 Zentimeter betrug, bei einem äußeren Durchmesser der beiden Membranscheiben von 42 Zentimetern und einem mittleren Trommeldurchmesser von 13,4 Zentimetern. Nach einer anderen Maßangabe war die mittelalterliche hudukka (auch avajna oder skandavaja) 53 Zentimeter lang mit Membranen, die auf einem Metallring von 63 Zentimetern Durchmesser aufgespannt waren und einem Mittendurchmesser des Korpus von 13 Zentimetern. Die Wandstärke des hölzernen Korpus betrug 2 Zentimeter.
Am Hof des Mogul-Kaisers Akbar I. (reg. 1556–1605) entfaltete sich die Mogulmalerei, die durch die Verschmelzung persischer und hinduistischer Kunst zu einem eigenständigen Stil wurde. Die vom Herrscher in Auftrag gegebene offizielle Chronik Akbarnāma („Buch von Akbar“) aus den 1590er Jahren enthält eine Miniatur, auf der eine Musikszene mit den für die höfische Unterhaltungsmusik üblichen Instrumenten dargestellt ist. Um einen männlichen Schwerttänzer und eine Tänzerin mit Zimbeln (tala) in den Händen im Zentrum gruppieren sich die Musiker, die neben dem Doppelrohrblattinstrument shehnai, der Längsflöte nai und einer Streichlaute mehrere Trommeln spielen. Ein Mann schlägt mit Stöcken auf die doppelte Kesseltrommel naqqara, zwei Frauen halten die Rahmentrommel daira hoch und ein männlicher Musiker spielt die Sanduhrtrommel huruk. An ihrer Kleidung und im Vergleich mit der zeitgenössischen Literatur lassen sich die Musiker als Mitglieder der nach der Sanduhrtrommel benannten Gemeinschaft der hurukiya aus Rajasthan identifizieren, die in der Tradition der Rajputen stehen. Als Hindus, die nicht zum Mogulhof gehören, sind sie auf dem Bild am linken unteren Rand dargestellt, möglichst weit entfernt von Akbar, der rechts oben auf seinem Thron sitzt.
Die hudukka steht am Ausgangspunkt einer Reihe namensverwandter Sanduhrtrommeln, die abgesehen von der hurka in Uttarakhand und der huruk in Uttar Pradesh heute überwiegend in Südindien verbreitet sind. Hierzu gehören die Trommeln hudukka, hurukka, huruk, hurka, hudki und die südindische Tempeltrommel udukkai. Eine anders benannte Sanduhrtrommel ist die tudi, die in Karnataka und Kerala auf den Dörfern zur Begleitung von Liedern und Tänzen gespielt wird. Es gibt Geschichten, wonach ihr eine magische Bedeutung zugesprochen wurde. Mit acht Zentimetern Länge (gemessen an einem Exemplar vom Ende des 19. Jahrhunderts) eine sehr kleine und ohne Spannschnüre auskommende Sanduhrtrommel ist die budbudiki. Im Bundesstaat Karnataka ziehen mit ihr Straßenmusiker, die genauso heißen wie die Trommel, als Wahrsager von Haus zu Haus. Die am meisten verehrte südindische Sanduhrtrommel ist die idakka, die in Kerala bei hinduistischen Prozessionen und Tempelfesten gespielt wird. Die dhadd im Panjab wird von den Dhadis, einer zu den Sikhs gehörenden Musikerkaste zusammen mit der Streichlaute sarangi zur Begleitung religiöser Gesänge verwendet. Kleine Sanduhrtrommeln mit Rasseln vom Typ des damaru (auch damru) haben ihr Verbreitungszentrum im indischen Teil des Himalaya, im Nepal und in Tibet (tibetisch gcod-dar), wo sie meist in der religiösen Musik verwendet werden. Im übrigen Indien benutzen sie häufig Schausteller, die mit Affen oder in seltenen Fällen noch mit Tanzbären herumziehen.
In Westnepal war die Sanduhrtrommel hudka namensgebend für die sie spielende Volksgruppe Hudki, die eine Unterkaste der Damai sind. Die Damai bilden eine Kaste musizierender Schneider, die zwar als professionelle Musiker bei Festen und Familienfeiern gefragt sind, aber am untersten Schicht der Gesellschaft stehen.

## Spielweise

### Hurka

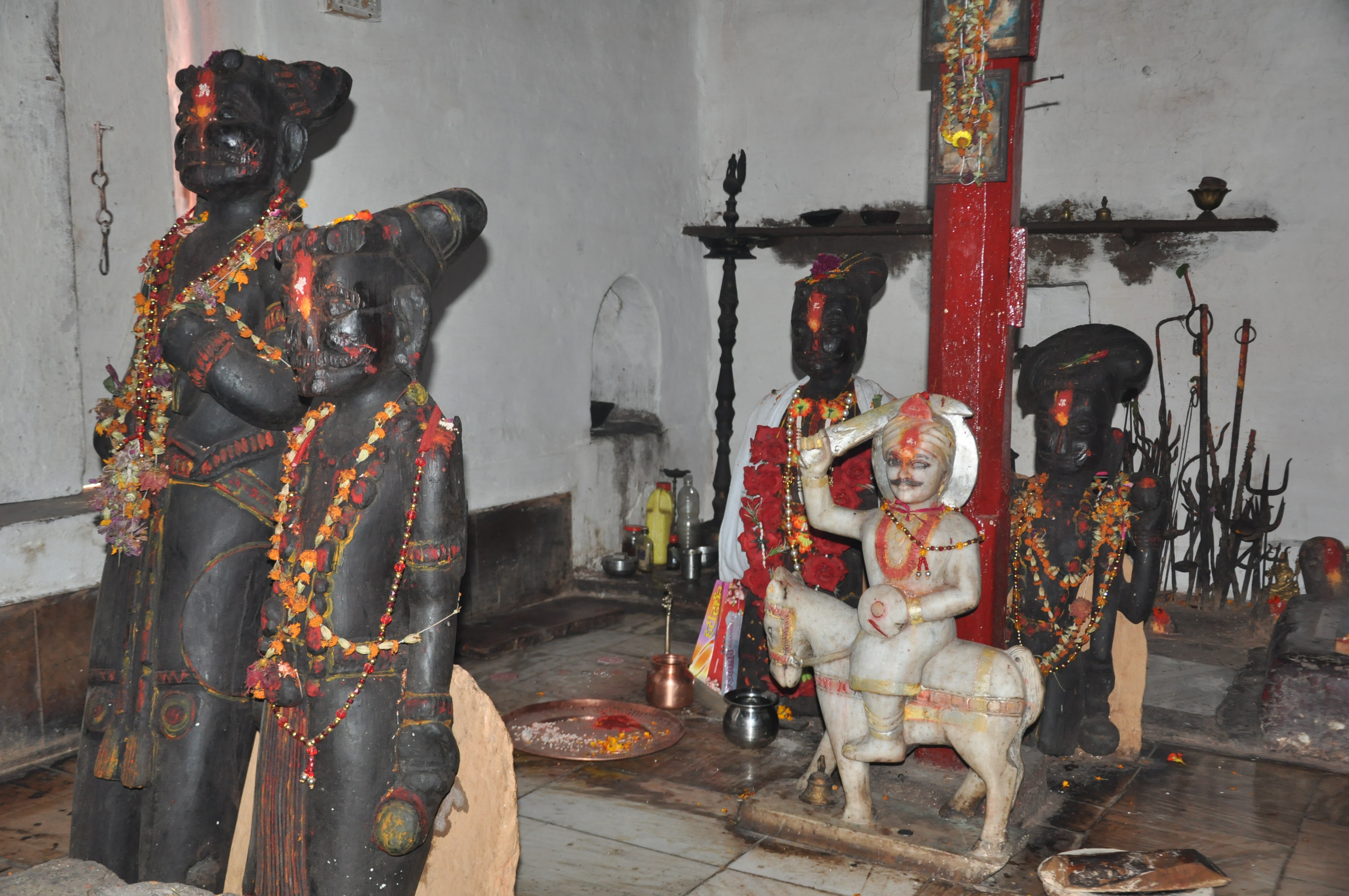
Shiva, der in der Volksreligion von Kumaon als Golu Devata verehrt wird. Tempel im Dorf Udaipur bei Binta, etwa 50 Straßenkilometer nordwestlich von Almora

In den Regionen Garhwal und Kumaon mit der Stadt Almora im Zentrum, die in Uttarakhand an den Südausläufern des Himalaya liegen, hat sich eine besondere Tradition von mündlich überlieferten epischen Versen erhalten, die von Legenden und Ereignissen aus der Geschichte handeln. Die gesungenen Erzählungen enthalten neben den phantastischen Anteilen auch historische Fakten, die in vielen Fällen einer archäologischen Überprüfung standgehalten haben und teilweise mit Reliefszenen an Tempeln des 12./13. Jahrhunderts übereinstimmen. Einige Erzählungen, die Shivapuranas, gehören zu den Mythen um Shiva und seinen göttlichen Begleitern, andere handeln von mythischen Figuren, denen magische Kräfte zugesprochen werden und erklären die Kosmogonie der Welt oder die Entstehung der Menschen.
Vorgetragen werden diese Geschichten von den hurkiya. Diese sind Berufssänger, die sich auf der Sanduhrtrommel hurka begleiten und überwiegend, aber nicht notwendigerweise aus der gleichnamigen sozialen Gruppe stammen, die zur untersten Kaste der Doms gehört. Die Doms zählen zu den alteingesessenen Bewohnern (Dalits), die nach Berufsgruppen unterteilt werden; in Uttar Pradesh unter anderem in Schmiede (lohar), Abdecker (chamar) und Fell- und Lederverarbeiter (hurkiya).  Die Musikethnologin Marie-Thérèse Dominé-Datta untersuchte in den 1950er Jahren erstmals in Almora die Erzähltradition der hurkiya.
Der Sänger und Trommelspieler wird gelegentlich von zwei hewar genannten Männern unterstützt, die einen gesungenen Bordunton hinzufügen und so die Pausen zwischen zwei musikalischen Einheiten ausfüllen. Anstelle der Trommel kann auch das Publikum den Takt mit kleinen Handzimbeln (manzira), Händeklatschen oder Zungenschnalzen angeben. Steuert die Erzählung auf einen dramatischen Höhepunkt zu, so improvisieren Zuschauer zuweilen Tänze mit sparsamen Bewegungen. Die Tänzer agieren stets unabhängig voneinander, auch wenn sie zu mehreren auftreten. Die epischen Lieder werden meist in den Nächten der Wintermonate vorgetragen.
Neben der Sanduhrtrommel hurka werden im Gebiet von Kumaon noch die kleine Kesseltrommel damau (auch dhamu oder damaung) mit einem Metallkorpus von 25 Zentimetern Durchmessern gespielt. Wenn diese Trommel mit einem Glöckchenband umwickelt ist, heißt sie kamchini (von Sanskrit kanchi, „Schellengürtel“). Größer ist die zweifellige Fasstrommel dhol, die hier „dholki“ heißt, wie andernorts eine kleinere Fasstrommel genannt wird. Damau und dholki werden stets zusammen von Mitgliedern der dholak-Kaste gespielt, deren soziale Stellung noch unterhalb der hurkiyas eingestuft wird. Die Aktionsbereiche der beiden Musikerkasten sind streng getrennt. Die dholaks, Musiker der auji-Kaste, treten speziell bei Hochzeiten mit dem Trommelpaar dhol-damau und mit der Sackpfeife mashak bin auf. Kürzer als die mit der rechten Hand geschlagene hurka ist die Sanduhrtrommel daunr, die auf dem linken Trommelfell mit der Hand und rechts mit einem dünnen Stock geschlagen wird.
In den Tälern des südlichen Himalaya ist der Anbau von Nassreis Frauenarbeit. Frauen setzen die Pflanzen gemeinschaftlich von Hand in größeren Gruppen. Dabei kann ein hurkiya den Takt vorgeben und die Arbeiterinnen unterhalten, indem er vor der Gruppe rückwärts gehend die Erzählungen vorträgt. Lieder bei der Feldarbeit werden hurkiya bol (hudkiabaul, „Worte der Hurkiya“) genannt. Der hurkiya muss immer ein Mann sein, er sollte gut singen und ein großes Repertoire an Geschichten auswendig können. Frühmorgens, kurz nachdem die Frauen mit ihrer Arbeit begonnen haben, singt der hurkiya ein Morgengebet. Die im Bittgebet angesprochenen Götter sollen für eine gute Ernte sorgen. Jede Strophe wird vom Chor der Frauen wiederholt, bis das nächste Lied folgt. Falls die Ernte reichlich ausfallen sollte, verspricht der Sänger, dass die Reisanbauer dem Gott Mahadev ein Opfer darbringen werden. Die im weiteren Verlauf des Tages gesungenen Erzählungen sind aus den großen Epen Mahabharata und Ramayana entnommen, oder es werden in Form von Liebesliedern mit poetischen Sprachbildern gekleidete regionale geschichtliche Ereignisse vergegenwärtigt. Der hurkiya auf den Reisfeldern kann zugleich als Aufseher fungieren.
Ein beliebter Volkstanz in Kumaon, der von Männern und Frauen zur Brautwerbung aufgeführt wird, ist der chhapeli. Mehrere Paare, die nicht unbedingt Liebespaare sein müssen, tanzen gemeinsam in einer Weise, die Schönheit und Romantik symbolisieren soll. Die Frau, deren Part auch ein Junge übernehmen kann, hält einen Spiegel in der linken und ein buntes Tuch in der rechten Hand. Ihr männlicher Partner schlägt eine hurka, die er um die linke Schulter geschlungen hat, und singt zusammen mit den anderen Männern im Chor. Weitere Musiker, die im Halbkreis hinter den Tänzern stehen, spielen dazu Flöte und schlagen Handzimbeln (manzira).
Die Besessenheitszeremonie zur Verehrung einer Gottheit (devta) und zur Vertreibung von Geistern (bhūtas) in Garhwal und Kumaon heißt jagar (von der Sanskritwurzel jag-, „erwecken“). Ist das nur nachts veranstaltete Ritual privat, so findet es im Haus des Auftraggebers statt, bei einem öffentlichen Ritual treffen sich die Dorfbewohner auf dem Vorplatz des Tempels. Zusammen mit den Sängern sorgt bei einer privaten Veranstaltung ein hurkiya auf der Sanduhrtrommel und auf einem Flachgong (thali) für die rhythmische Begleitung, alternativ agieren ein daunriya (Spieler der daunr) und ein thali-Spieler zusammen. Bei öffentlichen Ritualen im Freien spielt ein Mann die Fasstrommel dholki und ein anderer die Kesseltrommel damau. Die Bhutas werden durch die Musik heraufbeschworen. Hierzu schlägt zu Beginn der leitende Sänger und rituelle Heiler (jagariya) mit zwei Stöcken auf eine große Tierhaut. Die Schläge werden immer lauter und schneller, in die gelegentlichen Unterbrechungen fallen als Medium agierende Helfer (dangariya, auch paswa) ein, die stoßweise atmen und ihre Oberkörper heftig bewegen. Nach einer gewissen Zeit erreicht ein Medium einen Zustand der Trance, springt plötzlich aus der Hocke auf und beginnt, den Namen eines Bhutas zu rufen. Dies ist ein Zeichen, dass der entsprechende Geist in ihn gefahren ist und nun durch ihn spricht. Der Sänger trägt daraufhin eine bestimmte Anrufung vor und redet frei auf den Bhuta ein, so wie es in der entsprechenden Situation und für den hervorgerufenen individuellen Geist erforderlich ist, während er wahlweise hurka oder dholki spielt. Weitere Teilnehmer des die ganze Nacht andauernden Rituals können von einem Bhuta besessen werden und sich außergewöhnlich benehmen. Sie halten häufig ihre Hände über ein Feuer, ohne Verletzungen davonzutragen. Üblicherweise verlangt der Bhuta das Opfer einer Ziege oder eines Vogels, wodurch er sich besänftigen lässt und sich letztlich dorthin in den Himalaya zurückzieht, von wo er gekommen ist.
Seit der Abspaltung von Uttarakhand aus dem Bundesstaat Uttar Pradesh im Jahr 2000 gibt es ein zunehmendes Interesse in dem Gebiet für die eigene Tradition und für regionale politische Gruppierungen, um eine kulturelle Unabhängigkeit und Eigenständigkeit gegenüber dem Rest des Landes zu demonstrieren. Damit einhergehend hat seither auch die Zahl der Besessenheitszeremonien stetig zugenommen, die nunmehr verstärkt über Videofilme verbreitet werden. Eine jagar-Veranstaltung ist ein besonders geeignetes Mittel, um die Eigenständigkeit der Region hervorzuheben, weil daran gleichermaßen die drei sozial unterschiedlichen, hauptsächlichen Kasten, die Brahmanen, Rajputen und Dalits sowie eine nichthinduistische Minderheit teilnehmen.

### Huruk
Gond ist ein Sammelbegriff für Ethnien in Zentralindien, die je nach ihrer sozialen Stellung oder Nähe zur hinduistischen Mehrheitsgesellschaft als Kasten- oder Stammesgruppe (Adivasi) bezeichnet werden. Bei unterschiedlichen religiösen Glaubensvorstellungen und sozialen Verpflichtungen teilen sie die Erinnerung an einen gemeinsamen Schatz von Mythen und Geschichtslegenden. In Andhra Pradesh engagieren die Gonds Musiker der Pardhan-Kaste zur Unterhaltung und für religiöse Festveranstaltungen, die einen wesentlichen Bestandteil ihres kulturellen Lebens darstellen. Die Pardhan-Musiker treten mit der Fidel kingri (ähnlich der pena), der Kegeloboe pepre, der gebogenen Naturtrompete kalokom (allgemein shringa) und der Fasstrommel dhol auf. Zu ihren eigenen Musikinstrumenten gehört die huruk, die bei Hochzeiten gespielt wird und wegen ihrer Verbindung zu Shiva eine besondere Wertschätzung erfährt. Die Hochzeitsbräuche entsprechen den Vorgaben der hinduistischen Kastengesellschaft.
Volkstänze gehören dagegen zur Kultur der Adivasis und werden bevorzugt von den ländlichen Gemeinschaften der Gonds gepflegt. Der beliebteste Tanz der Gonds in Bihar bei Familienfeiern und Festen heißt mer. Dabei spielen die Musiker huruk, die Naturtrompete turhi (entspricht der shringa) und die Zimbeln manjira. Die huruk ist das charakteristische traditionelle Musikinstrument der Gonds, das sich mit ihrer Wanderungsbewegung vom zentralindischen Dekkan-Plateau nach Uttar Pradesh und in andere Gebiete weiter nördlich verbreitete.